# L'Avion
L'Avion foi uma companhia aérea com base em Paris, França.
Realizava serviços entre o aeroporto deParis - Orly e o Aeroporto Internacional de Newark.  Seu primeiro voo ocorreu em 3 de janeiro de 2007, de Paris a Newark.

## A Companhia
L'Avion foi uma companhia aerea com um conceito similar ao de outras companhias do setor, como EOS, Maxjet, PrivatAir, ou Silverjet, que oferecia serviços de alto nível em rotas transatlânticas.  Para seus serviços utilizava um Boeing 757-200 que antigamente pertencia à alemã Condor Airlines, com somente 90 assentos numa configuração de cabine 2x2. Os assentos e o serviço no avião eram considerados como Business class (como MaxJet e Silverjet, mas não como Eos que é de Primeira classe).
As tarifas eram geralmente mais reduzidas que a Business Class da Air France. Era ademais a única companha aérea que operava do aeroporto de Orly aos Estados Unidos.
L'Avion começou suas operações como Elysair, mas mudaram seu nome no outono de 2006, após uma análise do mercado com o novo nome.
Aos 26 de julho de 2008, L'Avion foi adquirida por OpenSkies, empresa subsidiaria da British Airways.
Seu fundador é Frantz Yvelin.

## Códigos
- IATA: AO
- ICAO:AVI
- Callsign: LAVION

## Frota

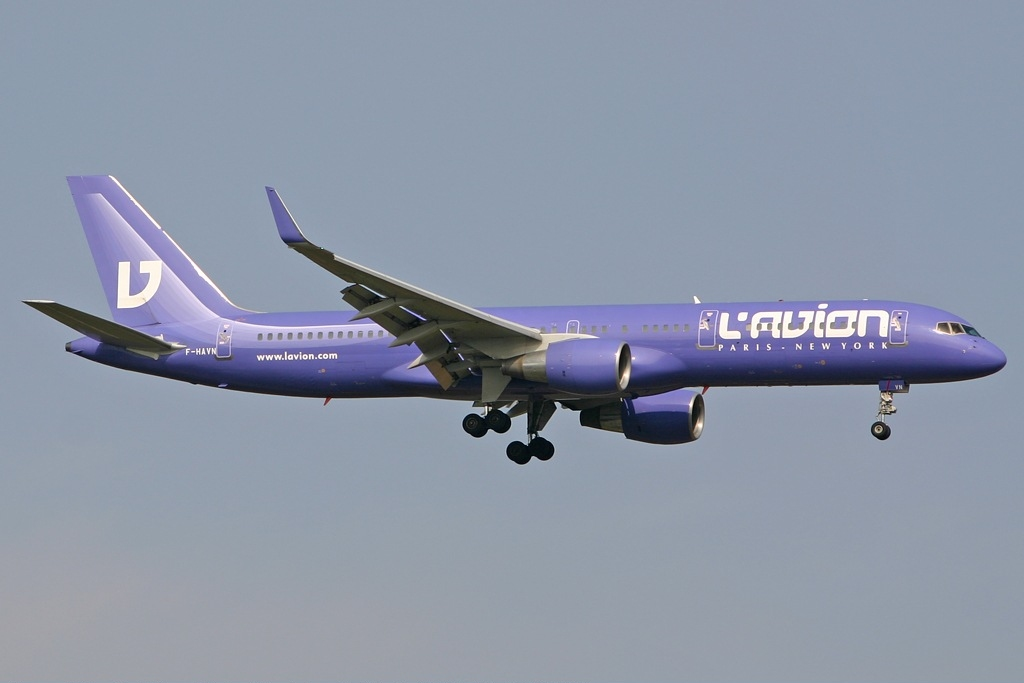
Boeing 757-200 da L'Avion.

A frota de L'Avion estava composta pelos seguintes aparelhos:
- 1 Boeing 757-200 (F-HAVN)